# 신새롬
신새롬(1992년 7월 18일 ~ )은 대한민국의 모델이자 배우이다.

## 생애
학창 시절 발레리나가 되기 위해 스포츠 무용학과를 전공하다 벨리댄서로 활동한 경력이 있으며 우연히 피트니스 대회를 구경하러 갔다가 매력에 빠져 2016년부터 피트니스 모델이 되었다. 그리고 여러 대회에서 상을 수상하며 자신을 알렸다. S의 비결 시즌 2에 나오기도 했다.

## 출연

### 영화
- 2020년 《식스볼》... 담배 걸 역
- 2020년 《연애 완전 정복》... 희연 역

## 수상
- 2016년 고양시 그랑프리 1위
- 2016년 WBC 미즈 비키니 1위
- 2016년 머슬마니아 미즈 비키니 2위
- 2017년 피트니스 스타 내셔널리그 비키니 부문 TOP 2
- 2017년 SSA 코리아 챔피언십 커머셜 모델 미디움 1위
- 2017년 SSA 코리아 챔피언십 피트니스 모델 톨 2위
- 2017년 미스섹시백 피트니스상
- 2017년 중국 황금시대 슈퍼시리즈 비키니 3위
- 2019년 인터내셔널 슈퍼퀸 광고 모델 콘테스트 감독상, 협찬사상, 미스 퀸 3관왕
- 2019년 제트 스키 월드컵 인터내셔널 비키니 콘테스트 우승자